# 128389 Dougleland
128389 Dougleland è un asteroide della fascia principale. Scoperto nel 2004, presenta un'orbita caratterizzata da un semiasse maggiore pari a 3,1365221 UA e da un'eccentricità di 0,0445739, inclinata di 16,03413° rispetto all'eclittica.